# Campeonato Brasileiro de Futebol de 2021 - Série C
A Série C do Campeonato Brasileiro de Futebol de 2021 foi uma competição equivalente à terceira divisão do futebol do Brasil. Contando como a 31.ª edição da história, foi disputada por vinte clubes, onde os quatro mais bem colocados ganharão acesso à Série B de 2022 e os dois últimos colocados de cada grupo na primeira fase serão rebaixados à Série D de 2022.
O Ituano conquistou o título da Série C pela segunda vez após empatar no confronto de ida e derrotar o Tombense no jogo de volta da final por 3–0, em Itu. O clube mineiro, por sua vez, foi o primeiro matematicamente confirmado na Série B de 2022 e na final da edição, após vencer o Manaus fora de casa, por 2–1, na quinta rodada da segunda fase. Um dia depois, o Ituano garantiu seu retorno à segunda divisão depois de quinze anos, após empatar sem gols com o Criciúma, no Heriberto Hülse. O próprio Criciúma e o Novorizontino completaram a relação de promovidos na última rodada: a equipe catarinense, após vencer o Paysandu, em Belém, por 1–0, aliado à derrota do Botafogo-PB para o Ituano por 3–1, fora de casa; enquanto a equipe de Novo Horizonte venceu o confronto direto contra o Manaus por 2–0, em casa.
O Oeste foi a primeira equipe matematicamente rebaixada à Série D, após ser derrotado pelo Ypiranga de Erechim, fora de casa, faltando três rodadas para o término da primeira fase. Na penúltima rodada, Paraná e Santa Cruz tiveram os  rebaixamentos sacramentados antes mesmo de entrarem em campo: a equipe curitibana acumulou a terceira queda em menos de três anos após vitória do São José-RS contra o Oeste, fora de casa; já o clube pernambucano teve o retorno à Série D decretado após dez anos por conta do empate entre Floresta e Volta Redonda. O Jacuipense completou a relação de rebaixados na última rodada, mesmo após derrotar o Altos por 3–2, em Salvador.

## Formato e regulamento
A competição é disputada por 20 clubes, divididos em dois grupos: Grupo A e Grupo B. Em cada chave, os clubes se enfrentam duas vezes – jogos de ida e volta – totalizando 18 rodadas, com os quatro melhores de cada grupo avançando para a fase seguinte. As duas piores equipes de cada chave serão rebaixadas para a Série D de 2022.
Na fase seguinte, os oito classificados serão divididos em dois grupos de quatro clubes. Os dois mais bem classificados de cada grupo serão promovidos à Série B de 2022, enquanto o melhor clube de cada chave avança à final.

### Critérios de desempate
Caso haja empate de pontos entre dois ou mais clubes, os critérios de desempate serão aplicados na seguinte ordem:
1. Número de vitórias;
2. Saldo de gols;
3. Gols pró (marcados);
4. Confronto direto;
5. Menor número de cartões vermelhos;
6. Menor número de cartões amarelos;
7. Sorteio.

## Participantes
| Equipe              | Cidade             | Estado | Em 2020       | Estádio (mando)       | Capacidade | Títulos        |
| ------------------- | ------------------ | ------ | ------------- | --------------------- | ---------- | -------------- |
| Altos               | Altos              | PI     | 4º (Série D)  | Felipão               | 4 000      | 0 (não possui) |
| Botafogo-PB         | João Pessoa        | PB     | 15º           | Almeidão (PB)         | 19 000     | 0 (não possui) |
| Botafogo-SP         | Ribeirão Preto     | SP     | 19º (Série B) | Santa Cruz            | 29 292     | 0 (não possui) |
| Criciúma            | Criciúma           | SC     | 16º           | Heriberto Hülse       | 19 900     | 1 (2006)       |
| Ferroviário         | Fortaleza          | CE     | 12º           | Arena Castelão        | 63 903     | 0 (não possui) |
| Figueirense         | Florianópolis      | SC     | 17º (Série B) | Orlando Scarpelli     | 19 584     | 0 (não possui) |
| Floresta            | Fortaleza          | CE     | 2º (Série D)  | Domingão              | 10 500     | 0 (não possui) |
| Ituano              | Itu                | SP     | 8º            | Novelli Junior        | 15 600     | 1 (2003)       |
| Jacuipense          | Riachão do Jacuípe | BA     | 11º           | Valfredão             | 5 000      | 0 (não possui) |
| Manaus              | Manaus             | AM     | 10°           | Arena da Amazônia     | 44 000     | 0 (não possui) |
| Mirassol            | Mirassol           | SP     | 1º (Série D)  | Maião                 | 15 000     | 0 (não possui) |
| Novorizontino       | Novo Horizonte     | SP     | 3º (Série D)  | Jorge Ismael de Biasi | 16 000     | 0 (não possui) |
| Oeste               | Barueri            | SP     | 20º (Série B) | Arena Barueri         | 31 452     | 1 (2012)       |
| Paraná              | Curitiba           | PR     | 18º (Série B) | Vila Capanema         | 20 083     | 0 (não possui) |
| Paysandu            | Belém              | PA     | 7º            | Curuzu                | 16 200     | 0 (não possui) |
| Santa Cruz          | Recife             | PE     | 5º            | Arruda                | 60 044     | 1 (2013)       |
| São José-RS         | Porto Alegre       | RS     | 14º           | Passo d'Areia         | 14 000     | 0 (não possui) |
| Tombense            | Tombos             | MG     | 9º            | Almeidão (MG)         | 3 050      | 0 (não possui) |
| Volta Redonda       | Volta Redonda      | RJ     | 13º           | Raulino de Oliveira   | 20 225     | 0 (não possui) |
| Ypiranga de Erechim | Erechim            | RS     | 6º            | Colosso da Lagoa      | 22 000     | 0 (não possui) |

## Estádios
| Altos | Botafogo-PB | Botafogo-SP | Criciúma | Ferroviário | Figueirense           |
| --- | --- | --- | --- | --- | --------------------- |
| Felipão | Almeidão (PB) | Santa Cruz | Heriberto Hülse | Arena Castelão | Orlando Scarpelli     |
| Capacidade: 4 000 | Capacidade: 19 000 | Capacidade: 29 292 | Capacidade: 19 900 | Capacidade: 63 903 | Capacidade: 19 584    |
| | | | | Arena Castelão |                       |
| Floresta | \| Altos Botafogo-PB Botafogo-SP Criciúma Ferroviário Figueirense Floresta Ituano Jacuipense Manaus Mirassol Novorizontino Oeste Paraná Paysandu Santa Cruz São José-RS Tombense Volta Redonda Ypiranga-RSLocalização dos times por Estado. Grupo A; Grupo B. Localização das equipes participantes da Série C de 2021 \| | \| Altos Botafogo-PB Botafogo-SP Criciúma Ferroviário Figueirense Floresta Ituano Jacuipense Manaus Mirassol Novorizontino Oeste Paraná Paysandu Santa Cruz São José-RS Tombense Volta Redonda Ypiranga-RSLocalização dos times por Estado. Grupo A; Grupo B. Localização das equipes participantes da Série C de 2021 \| | \| Altos Botafogo-PB Botafogo-SP Criciúma Ferroviário Figueirense Floresta Ituano Jacuipense Manaus Mirassol Novorizontino Oeste Paraná Paysandu Santa Cruz São José-RS Tombense Volta Redonda Ypiranga-RSLocalização dos times por Estado. Grupo A; Grupo B. Localização das equipes participantes da Série C de 2021 \| | \| Altos Botafogo-PB Botafogo-SP Criciúma Ferroviário Figueirense Floresta Ituano Jacuipense Manaus Mirassol Novorizontino Oeste Paraná Paysandu Santa Cruz São José-RS Tombense Volta Redonda Ypiranga-RSLocalização dos times por Estado. Grupo A; Grupo B. Localização das equipes participantes da Série C de 2021 \| | Ituano                |
| Domingão | \| Altos Botafogo-PB Botafogo-SP Criciúma Ferroviário Figueirense Floresta Ituano Jacuipense Manaus Mirassol Novorizontino Oeste Paraná Paysandu Santa Cruz São José-RS Tombense Volta Redonda Ypiranga-RSLocalização dos times por Estado. Grupo A; Grupo B. Localização das equipes participantes da Série C de 2021 \| | \| Altos Botafogo-PB Botafogo-SP Criciúma Ferroviário Figueirense Floresta Ituano Jacuipense Manaus Mirassol Novorizontino Oeste Paraná Paysandu Santa Cruz São José-RS Tombense Volta Redonda Ypiranga-RSLocalização dos times por Estado. Grupo A; Grupo B. Localização das equipes participantes da Série C de 2021 \| | \| Altos Botafogo-PB Botafogo-SP Criciúma Ferroviário Figueirense Floresta Ituano Jacuipense Manaus Mirassol Novorizontino Oeste Paraná Paysandu Santa Cruz São José-RS Tombense Volta Redonda Ypiranga-RSLocalização dos times por Estado. Grupo A; Grupo B. Localização das equipes participantes da Série C de 2021 \| | \| Altos Botafogo-PB Botafogo-SP Criciúma Ferroviário Figueirense Floresta Ituano Jacuipense Manaus Mirassol Novorizontino Oeste Paraná Paysandu Santa Cruz São José-RS Tombense Volta Redonda Ypiranga-RSLocalização dos times por Estado. Grupo A; Grupo B. Localização das equipes participantes da Série C de 2021 \| | Novelli Junior        |
| Capacidade: 10 500 | \| Altos Botafogo-PB Botafogo-SP Criciúma Ferroviário Figueirense Floresta Ituano Jacuipense Manaus Mirassol Novorizontino Oeste Paraná Paysandu Santa Cruz São José-RS Tombense Volta Redonda Ypiranga-RSLocalização dos times por Estado. Grupo A; Grupo B. Localização das equipes participantes da Série C de 2021 \| | \| Altos Botafogo-PB Botafogo-SP Criciúma Ferroviário Figueirense Floresta Ituano Jacuipense Manaus Mirassol Novorizontino Oeste Paraná Paysandu Santa Cruz São José-RS Tombense Volta Redonda Ypiranga-RSLocalização dos times por Estado. Grupo A; Grupo B. Localização das equipes participantes da Série C de 2021 \| | \| Altos Botafogo-PB Botafogo-SP Criciúma Ferroviário Figueirense Floresta Ituano Jacuipense Manaus Mirassol Novorizontino Oeste Paraná Paysandu Santa Cruz São José-RS Tombense Volta Redonda Ypiranga-RSLocalização dos times por Estado. Grupo A; Grupo B. Localização das equipes participantes da Série C de 2021 \| | \| Altos Botafogo-PB Botafogo-SP Criciúma Ferroviário Figueirense Floresta Ituano Jacuipense Manaus Mirassol Novorizontino Oeste Paraná Paysandu Santa Cruz São José-RS Tombense Volta Redonda Ypiranga-RSLocalização dos times por Estado. Grupo A; Grupo B. Localização das equipes participantes da Série C de 2021 \| | Capacidade: 18 560    |
| | \| Altos Botafogo-PB Botafogo-SP Criciúma Ferroviário Figueirense Floresta Ituano Jacuipense Manaus Mirassol Novorizontino Oeste Paraná Paysandu Santa Cruz São José-RS Tombense Volta Redonda Ypiranga-RSLocalização dos times por Estado. Grupo A; Grupo B. Localização das equipes participantes da Série C de 2021 \| | \| Altos Botafogo-PB Botafogo-SP Criciúma Ferroviário Figueirense Floresta Ituano Jacuipense Manaus Mirassol Novorizontino Oeste Paraná Paysandu Santa Cruz São José-RS Tombense Volta Redonda Ypiranga-RSLocalização dos times por Estado. Grupo A; Grupo B. Localização das equipes participantes da Série C de 2021 \| | \| Altos Botafogo-PB Botafogo-SP Criciúma Ferroviário Figueirense Floresta Ituano Jacuipense Manaus Mirassol Novorizontino Oeste Paraná Paysandu Santa Cruz São José-RS Tombense Volta Redonda Ypiranga-RSLocalização dos times por Estado. Grupo A; Grupo B. Localização das equipes participantes da Série C de 2021 \| | \| Altos Botafogo-PB Botafogo-SP Criciúma Ferroviário Figueirense Floresta Ituano Jacuipense Manaus Mirassol Novorizontino Oeste Paraná Paysandu Santa Cruz São José-RS Tombense Volta Redonda Ypiranga-RSLocalização dos times por Estado. Grupo A; Grupo B. Localização das equipes participantes da Série C de 2021 \| |                       |
| Jacuipense | \| Altos Botafogo-PB Botafogo-SP Criciúma Ferroviário Figueirense Floresta Ituano Jacuipense Manaus Mirassol Novorizontino Oeste Paraná Paysandu Santa Cruz São José-RS Tombense Volta Redonda Ypiranga-RSLocalização dos times por Estado. Grupo A; Grupo B. Localização das equipes participantes da Série C de 2021 \| | \| Altos Botafogo-PB Botafogo-SP Criciúma Ferroviário Figueirense Floresta Ituano Jacuipense Manaus Mirassol Novorizontino Oeste Paraná Paysandu Santa Cruz São José-RS Tombense Volta Redonda Ypiranga-RSLocalização dos times por Estado. Grupo A; Grupo B. Localização das equipes participantes da Série C de 2021 \| | \| Altos Botafogo-PB Botafogo-SP Criciúma Ferroviário Figueirense Floresta Ituano Jacuipense Manaus Mirassol Novorizontino Oeste Paraná Paysandu Santa Cruz São José-RS Tombense Volta Redonda Ypiranga-RSLocalização dos times por Estado. Grupo A; Grupo B. Localização das equipes participantes da Série C de 2021 \| | \| Altos Botafogo-PB Botafogo-SP Criciúma Ferroviário Figueirense Floresta Ituano Jacuipense Manaus Mirassol Novorizontino Oeste Paraná Paysandu Santa Cruz São José-RS Tombense Volta Redonda Ypiranga-RSLocalização dos times por Estado. Grupo A; Grupo B. Localização das equipes participantes da Série C de 2021 \| | Manaus                |
| Valfredão | \| Altos Botafogo-PB Botafogo-SP Criciúma Ferroviário Figueirense Floresta Ituano Jacuipense Manaus Mirassol Novorizontino Oeste Paraná Paysandu Santa Cruz São José-RS Tombense Volta Redonda Ypiranga-RSLocalização dos times por Estado. Grupo A; Grupo B. Localização das equipes participantes da Série C de 2021 \| | \| Altos Botafogo-PB Botafogo-SP Criciúma Ferroviário Figueirense Floresta Ituano Jacuipense Manaus Mirassol Novorizontino Oeste Paraná Paysandu Santa Cruz São José-RS Tombense Volta Redonda Ypiranga-RSLocalização dos times por Estado. Grupo A; Grupo B. Localização das equipes participantes da Série C de 2021 \| | \| Altos Botafogo-PB Botafogo-SP Criciúma Ferroviário Figueirense Floresta Ituano Jacuipense Manaus Mirassol Novorizontino Oeste Paraná Paysandu Santa Cruz São José-RS Tombense Volta Redonda Ypiranga-RSLocalização dos times por Estado. Grupo A; Grupo B. Localização das equipes participantes da Série C de 2021 \| | \| Altos Botafogo-PB Botafogo-SP Criciúma Ferroviário Figueirense Floresta Ituano Jacuipense Manaus Mirassol Novorizontino Oeste Paraná Paysandu Santa Cruz São José-RS Tombense Volta Redonda Ypiranga-RSLocalização dos times por Estado. Grupo A; Grupo B. Localização das equipes participantes da Série C de 2021 \| | Arena da Amazônia     |
| Capacidade: 5 000 | \| Altos Botafogo-PB Botafogo-SP Criciúma Ferroviário Figueirense Floresta Ituano Jacuipense Manaus Mirassol Novorizontino Oeste Paraná Paysandu Santa Cruz São José-RS Tombense Volta Redonda Ypiranga-RSLocalização dos times por Estado. Grupo A; Grupo B. Localização das equipes participantes da Série C de 2021 \| | \| Altos Botafogo-PB Botafogo-SP Criciúma Ferroviário Figueirense Floresta Ituano Jacuipense Manaus Mirassol Novorizontino Oeste Paraná Paysandu Santa Cruz São José-RS Tombense Volta Redonda Ypiranga-RSLocalização dos times por Estado. Grupo A; Grupo B. Localização das equipes participantes da Série C de 2021 \| | \| Altos Botafogo-PB Botafogo-SP Criciúma Ferroviário Figueirense Floresta Ituano Jacuipense Manaus Mirassol Novorizontino Oeste Paraná Paysandu Santa Cruz São José-RS Tombense Volta Redonda Ypiranga-RSLocalização dos times por Estado. Grupo A; Grupo B. Localização das equipes participantes da Série C de 2021 \| | \| Altos Botafogo-PB Botafogo-SP Criciúma Ferroviário Figueirense Floresta Ituano Jacuipense Manaus Mirassol Novorizontino Oeste Paraná Paysandu Santa Cruz São José-RS Tombense Volta Redonda Ypiranga-RSLocalização dos times por Estado. Grupo A; Grupo B. Localização das equipes participantes da Série C de 2021 \| | Capacidade: 44 000    |
| | \| Altos Botafogo-PB Botafogo-SP Criciúma Ferroviário Figueirense Floresta Ituano Jacuipense Manaus Mirassol Novorizontino Oeste Paraná Paysandu Santa Cruz São José-RS Tombense Volta Redonda Ypiranga-RSLocalização dos times por Estado. Grupo A; Grupo B. Localização das equipes participantes da Série C de 2021 \| | \| Altos Botafogo-PB Botafogo-SP Criciúma Ferroviário Figueirense Floresta Ituano Jacuipense Manaus Mirassol Novorizontino Oeste Paraná Paysandu Santa Cruz São José-RS Tombense Volta Redonda Ypiranga-RSLocalização dos times por Estado. Grupo A; Grupo B. Localização das equipes participantes da Série C de 2021 \| | \| Altos Botafogo-PB Botafogo-SP Criciúma Ferroviário Figueirense Floresta Ituano Jacuipense Manaus Mirassol Novorizontino Oeste Paraná Paysandu Santa Cruz São José-RS Tombense Volta Redonda Ypiranga-RSLocalização dos times por Estado. Grupo A; Grupo B. Localização das equipes participantes da Série C de 2021 \| | \| Altos Botafogo-PB Botafogo-SP Criciúma Ferroviário Figueirense Floresta Ituano Jacuipense Manaus Mirassol Novorizontino Oeste Paraná Paysandu Santa Cruz São José-RS Tombense Volta Redonda Ypiranga-RSLocalização dos times por Estado. Grupo A; Grupo B. Localização das equipes participantes da Série C de 2021 \| |                       |
| Mirassol | \| Altos Botafogo-PB Botafogo-SP Criciúma Ferroviário Figueirense Floresta Ituano Jacuipense Manaus Mirassol Novorizontino Oeste Paraná Paysandu Santa Cruz São José-RS Tombense Volta Redonda Ypiranga-RSLocalização dos times por Estado. Grupo A; Grupo B. Localização das equipes participantes da Série C de 2021 \| | \| Altos Botafogo-PB Botafogo-SP Criciúma Ferroviário Figueirense Floresta Ituano Jacuipense Manaus Mirassol Novorizontino Oeste Paraná Paysandu Santa Cruz São José-RS Tombense Volta Redonda Ypiranga-RSLocalização dos times por Estado. Grupo A; Grupo B. Localização das equipes participantes da Série C de 2021 \| | \| Altos Botafogo-PB Botafogo-SP Criciúma Ferroviário Figueirense Floresta Ituano Jacuipense Manaus Mirassol Novorizontino Oeste Paraná Paysandu Santa Cruz São José-RS Tombense Volta Redonda Ypiranga-RSLocalização dos times por Estado. Grupo A; Grupo B. Localização das equipes participantes da Série C de 2021 \| | \| Altos Botafogo-PB Botafogo-SP Criciúma Ferroviário Figueirense Floresta Ituano Jacuipense Manaus Mirassol Novorizontino Oeste Paraná Paysandu Santa Cruz São José-RS Tombense Volta Redonda Ypiranga-RSLocalização dos times por Estado. Grupo A; Grupo B. Localização das equipes participantes da Série C de 2021 \| | Novorizontino         |
| Maião | \| Altos Botafogo-PB Botafogo-SP Criciúma Ferroviário Figueirense Floresta Ituano Jacuipense Manaus Mirassol Novorizontino Oeste Paraná Paysandu Santa Cruz São José-RS Tombense Volta Redonda Ypiranga-RSLocalização dos times por Estado. Grupo A; Grupo B. Localização das equipes participantes da Série C de 2021 \| | \| Altos Botafogo-PB Botafogo-SP Criciúma Ferroviário Figueirense Floresta Ituano Jacuipense Manaus Mirassol Novorizontino Oeste Paraná Paysandu Santa Cruz São José-RS Tombense Volta Redonda Ypiranga-RSLocalização dos times por Estado. Grupo A; Grupo B. Localização das equipes participantes da Série C de 2021 \| | \| Altos Botafogo-PB Botafogo-SP Criciúma Ferroviário Figueirense Floresta Ituano Jacuipense Manaus Mirassol Novorizontino Oeste Paraná Paysandu Santa Cruz São José-RS Tombense Volta Redonda Ypiranga-RSLocalização dos times por Estado. Grupo A; Grupo B. Localização das equipes participantes da Série C de 2021 \| | \| Altos Botafogo-PB Botafogo-SP Criciúma Ferroviário Figueirense Floresta Ituano Jacuipense Manaus Mirassol Novorizontino Oeste Paraná Paysandu Santa Cruz São José-RS Tombense Volta Redonda Ypiranga-RSLocalização dos times por Estado. Grupo A; Grupo B. Localização das equipes participantes da Série C de 2021 \| | Jorge Ismael de Biasi |
| Capacidade: 15 000 | \| Altos Botafogo-PB Botafogo-SP Criciúma Ferroviário Figueirense Floresta Ituano Jacuipense Manaus Mirassol Novorizontino Oeste Paraná Paysandu Santa Cruz São José-RS Tombense Volta Redonda Ypiranga-RSLocalização dos times por Estado. Grupo A; Grupo B. Localização das equipes participantes da Série C de 2021 \| | \| Altos Botafogo-PB Botafogo-SP Criciúma Ferroviário Figueirense Floresta Ituano Jacuipense Manaus Mirassol Novorizontino Oeste Paraná Paysandu Santa Cruz São José-RS Tombense Volta Redonda Ypiranga-RSLocalização dos times por Estado. Grupo A; Grupo B. Localização das equipes participantes da Série C de 2021 \| | \| Altos Botafogo-PB Botafogo-SP Criciúma Ferroviário Figueirense Floresta Ituano Jacuipense Manaus Mirassol Novorizontino Oeste Paraná Paysandu Santa Cruz São José-RS Tombense Volta Redonda Ypiranga-RSLocalização dos times por Estado. Grupo A; Grupo B. Localização das equipes participantes da Série C de 2021 \| | \| Altos Botafogo-PB Botafogo-SP Criciúma Ferroviário Figueirense Floresta Ituano Jacuipense Manaus Mirassol Novorizontino Oeste Paraná Paysandu Santa Cruz São José-RS Tombense Volta Redonda Ypiranga-RSLocalização dos times por Estado. Grupo A; Grupo B. Localização das equipes participantes da Série C de 2021 \| | Capacidade: 16 000    |
| | \| Altos Botafogo-PB Botafogo-SP Criciúma Ferroviário Figueirense Floresta Ituano Jacuipense Manaus Mirassol Novorizontino Oeste Paraná Paysandu Santa Cruz São José-RS Tombense Volta Redonda Ypiranga-RSLocalização dos times por Estado. Grupo A; Grupo B. Localização das equipes participantes da Série C de 2021 \| | \| Altos Botafogo-PB Botafogo-SP Criciúma Ferroviário Figueirense Floresta Ituano Jacuipense Manaus Mirassol Novorizontino Oeste Paraná Paysandu Santa Cruz São José-RS Tombense Volta Redonda Ypiranga-RSLocalização dos times por Estado. Grupo A; Grupo B. Localização das equipes participantes da Série C de 2021 \| | \| Altos Botafogo-PB Botafogo-SP Criciúma Ferroviário Figueirense Floresta Ituano Jacuipense Manaus Mirassol Novorizontino Oeste Paraná Paysandu Santa Cruz São José-RS Tombense Volta Redonda Ypiranga-RSLocalização dos times por Estado. Grupo A; Grupo B. Localização das equipes participantes da Série C de 2021 \| | \| Altos Botafogo-PB Botafogo-SP Criciúma Ferroviário Figueirense Floresta Ituano Jacuipense Manaus Mirassol Novorizontino Oeste Paraná Paysandu Santa Cruz São José-RS Tombense Volta Redonda Ypiranga-RSLocalização dos times por Estado. Grupo A; Grupo B. Localização das equipes participantes da Série C de 2021 \| |                       |
| Oeste | \| Altos Botafogo-PB Botafogo-SP Criciúma Ferroviário Figueirense Floresta Ituano Jacuipense Manaus Mirassol Novorizontino Oeste Paraná Paysandu Santa Cruz São José-RS Tombense Volta Redonda Ypiranga-RSLocalização dos times por Estado. Grupo A; Grupo B. Localização das equipes participantes da Série C de 2021 \| | \| Altos Botafogo-PB Botafogo-SP Criciúma Ferroviário Figueirense Floresta Ituano Jacuipense Manaus Mirassol Novorizontino Oeste Paraná Paysandu Santa Cruz São José-RS Tombense Volta Redonda Ypiranga-RSLocalização dos times por Estado. Grupo A; Grupo B. Localização das equipes participantes da Série C de 2021 \| | \| Altos Botafogo-PB Botafogo-SP Criciúma Ferroviário Figueirense Floresta Ituano Jacuipense Manaus Mirassol Novorizontino Oeste Paraná Paysandu Santa Cruz São José-RS Tombense Volta Redonda Ypiranga-RSLocalização dos times por Estado. Grupo A; Grupo B. Localização das equipes participantes da Série C de 2021 \| | \| Altos Botafogo-PB Botafogo-SP Criciúma Ferroviário Figueirense Floresta Ituano Jacuipense Manaus Mirassol Novorizontino Oeste Paraná Paysandu Santa Cruz São José-RS Tombense Volta Redonda Ypiranga-RSLocalização dos times por Estado. Grupo A; Grupo B. Localização das equipes participantes da Série C de 2021 \| | Paraná                |
| Arena Barueri | \| Altos Botafogo-PB Botafogo-SP Criciúma Ferroviário Figueirense Floresta Ituano Jacuipense Manaus Mirassol Novorizontino Oeste Paraná Paysandu Santa Cruz São José-RS Tombense Volta Redonda Ypiranga-RSLocalização dos times por Estado. Grupo A; Grupo B. Localização das equipes participantes da Série C de 2021 \| | \| Altos Botafogo-PB Botafogo-SP Criciúma Ferroviário Figueirense Floresta Ituano Jacuipense Manaus Mirassol Novorizontino Oeste Paraná Paysandu Santa Cruz São José-RS Tombense Volta Redonda Ypiranga-RSLocalização dos times por Estado. Grupo A; Grupo B. Localização das equipes participantes da Série C de 2021 \| | \| Altos Botafogo-PB Botafogo-SP Criciúma Ferroviário Figueirense Floresta Ituano Jacuipense Manaus Mirassol Novorizontino Oeste Paraná Paysandu Santa Cruz São José-RS Tombense Volta Redonda Ypiranga-RSLocalização dos times por Estado. Grupo A; Grupo B. Localização das equipes participantes da Série C de 2021 \| | \| Altos Botafogo-PB Botafogo-SP Criciúma Ferroviário Figueirense Floresta Ituano Jacuipense Manaus Mirassol Novorizontino Oeste Paraná Paysandu Santa Cruz São José-RS Tombense Volta Redonda Ypiranga-RSLocalização dos times por Estado. Grupo A; Grupo B. Localização das equipes participantes da Série C de 2021 \| | Vila Capanema         |
| Capacidade: 31 452 | \| Altos Botafogo-PB Botafogo-SP Criciúma Ferroviário Figueirense Floresta Ituano Jacuipense Manaus Mirassol Novorizontino Oeste Paraná Paysandu Santa Cruz São José-RS Tombense Volta Redonda Ypiranga-RSLocalização dos times por Estado. Grupo A; Grupo B. Localização das equipes participantes da Série C de 2021 \| | \| Altos Botafogo-PB Botafogo-SP Criciúma Ferroviário Figueirense Floresta Ituano Jacuipense Manaus Mirassol Novorizontino Oeste Paraná Paysandu Santa Cruz São José-RS Tombense Volta Redonda Ypiranga-RSLocalização dos times por Estado. Grupo A; Grupo B. Localização das equipes participantes da Série C de 2021 \| | \| Altos Botafogo-PB Botafogo-SP Criciúma Ferroviário Figueirense Floresta Ituano Jacuipense Manaus Mirassol Novorizontino Oeste Paraná Paysandu Santa Cruz São José-RS Tombense Volta Redonda Ypiranga-RSLocalização dos times por Estado. Grupo A; Grupo B. Localização das equipes participantes da Série C de 2021 \| | \| Altos Botafogo-PB Botafogo-SP Criciúma Ferroviário Figueirense Floresta Ituano Jacuipense Manaus Mirassol Novorizontino Oeste Paraná Paysandu Santa Cruz São José-RS Tombense Volta Redonda Ypiranga-RSLocalização dos times por Estado. Grupo A; Grupo B. Localização das equipes participantes da Série C de 2021 \| | Capacidade: 20 083    |
| | \| Altos Botafogo-PB Botafogo-SP Criciúma Ferroviário Figueirense Floresta Ituano Jacuipense Manaus Mirassol Novorizontino Oeste Paraná Paysandu Santa Cruz São José-RS Tombense Volta Redonda Ypiranga-RSLocalização dos times por Estado. Grupo A; Grupo B. Localização das equipes participantes da Série C de 2021 \| | \| Altos Botafogo-PB Botafogo-SP Criciúma Ferroviário Figueirense Floresta Ituano Jacuipense Manaus Mirassol Novorizontino Oeste Paraná Paysandu Santa Cruz São José-RS Tombense Volta Redonda Ypiranga-RSLocalização dos times por Estado. Grupo A; Grupo B. Localização das equipes participantes da Série C de 2021 \| | \| Altos Botafogo-PB Botafogo-SP Criciúma Ferroviário Figueirense Floresta Ituano Jacuipense Manaus Mirassol Novorizontino Oeste Paraná Paysandu Santa Cruz São José-RS Tombense Volta Redonda Ypiranga-RSLocalização dos times por Estado. Grupo A; Grupo B. Localização das equipes participantes da Série C de 2021 \| | \| Altos Botafogo-PB Botafogo-SP Criciúma Ferroviário Figueirense Floresta Ituano Jacuipense Manaus Mirassol Novorizontino Oeste Paraná Paysandu Santa Cruz São José-RS Tombense Volta Redonda Ypiranga-RSLocalização dos times por Estado. Grupo A; Grupo B. Localização das equipes participantes da Série C de 2021 \| |                       |
| Paysandu | Santa Cruz | São José-RS | Tombense | Volta Redonda | Ypiranga de Erechim   |
| Curuzu | Arruda | Passo d'Areia | Almeidão (MG) | Raulino de Oliveira | Colosso da Lagoa      |
| Capacidade: 16 200 | Capacidade: 60 044 | Capacidade: 14 000 | Capacidade: 3 050 | Capacidade: 20 255 | Capacidade: 22 000    |
| | | | | |                       |
| Altos Botafogo-PB Botafogo-SP Criciúma Ferroviário Figueirense Floresta Ituano Jacuipense Manaus Mirassol Novorizontino Oeste Paraná Paysandu Santa Cruz São José-RS Tombense Volta Redonda Ypiranga-RSLocalização dos times por Estado. Grupo A; Grupo B. Localização das equipes participantes da Série C de 2021 | | | | |                       |

### Outros estádios
Além dos estádios de mando usual, outros estádios foram utilizados devido a punições de perda de mando de campo impostas pelo Superior Tribunal de Justiça Desportiva ou por conta de problemas de interdição dos estádios usuais ou simplesmente por opção dos clubes em mandar seus jogos em outros locais, geralmente buscando uma melhor renda.

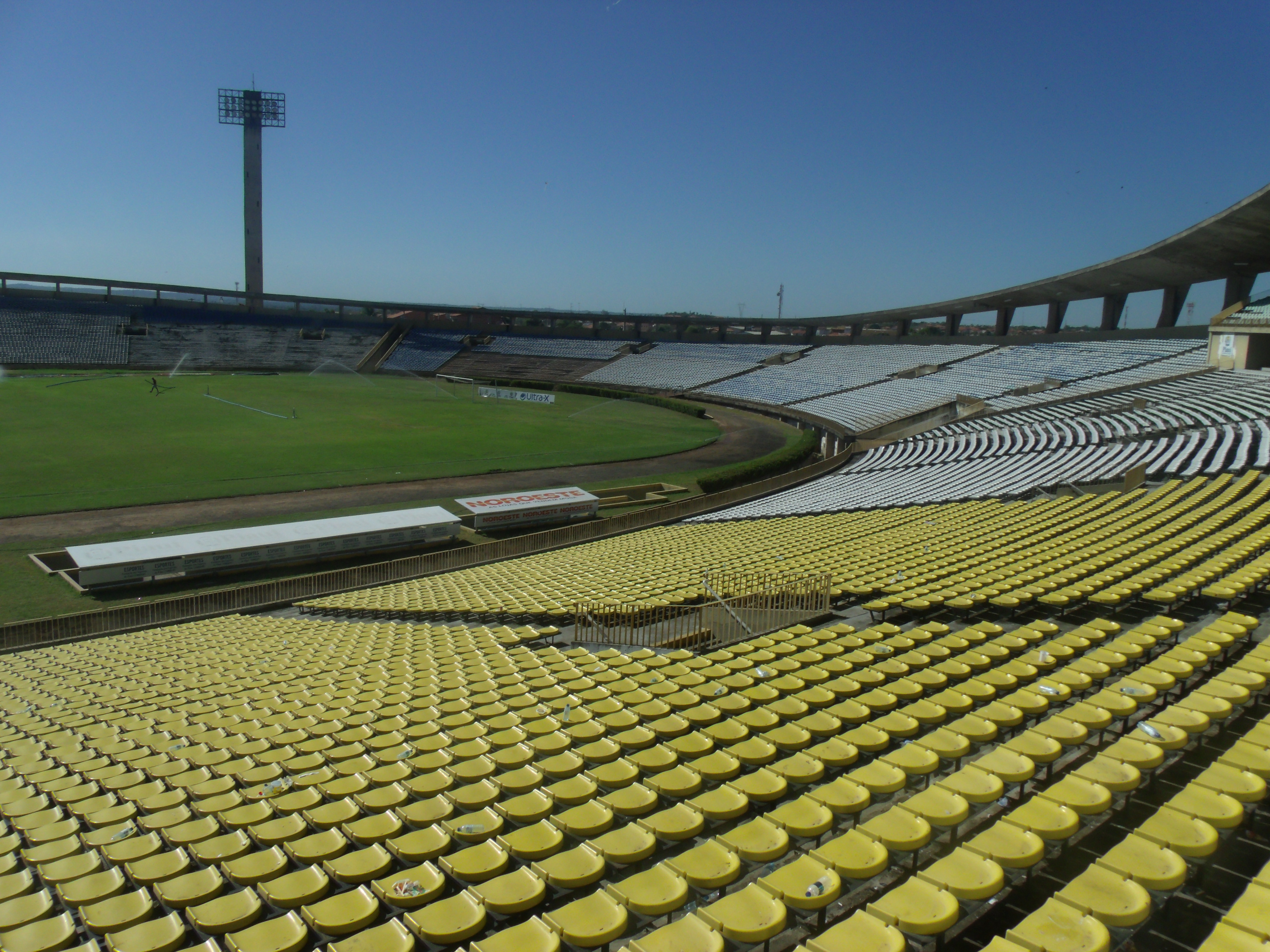
Albertão (Teresina)
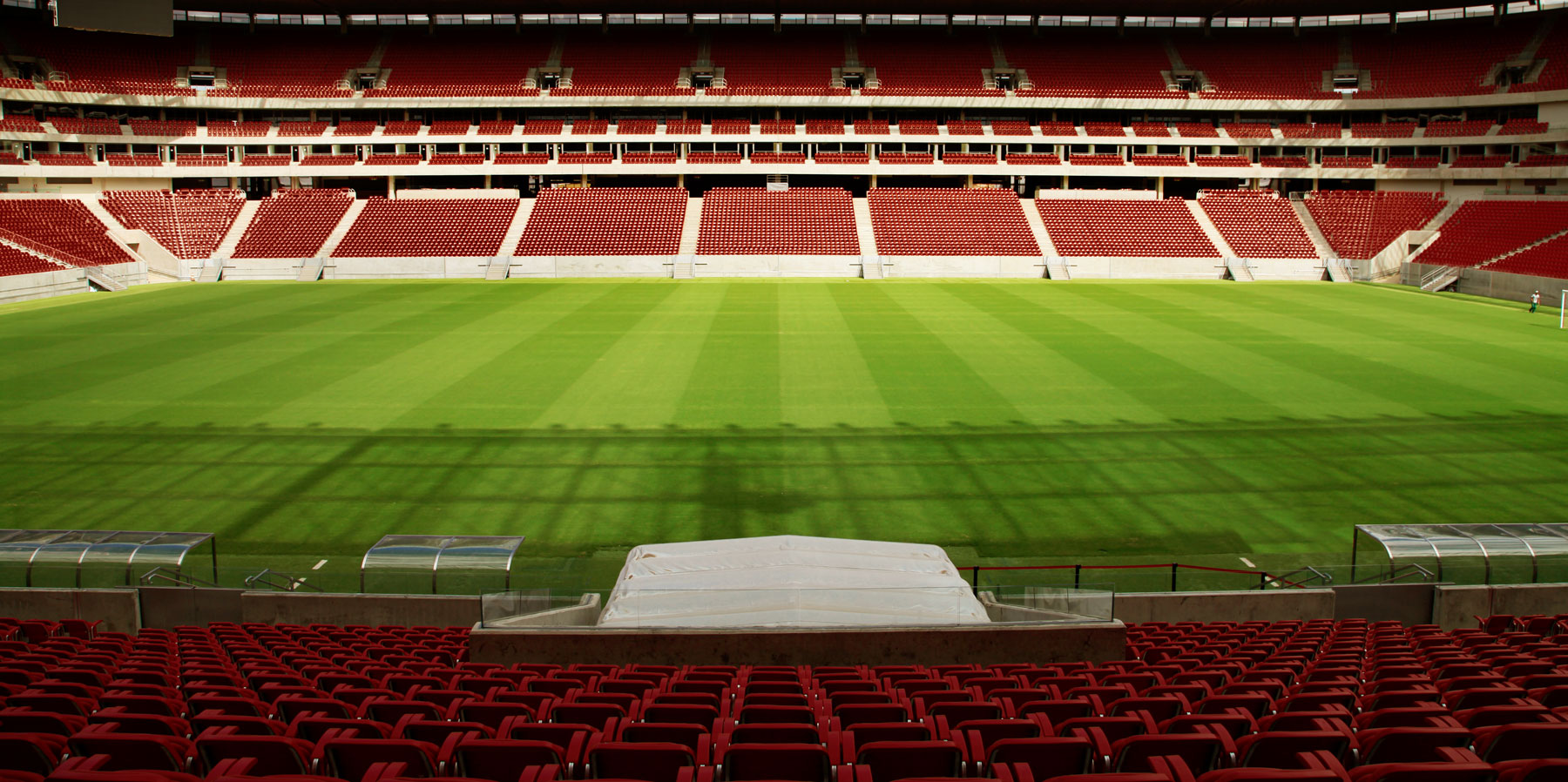
150px]]|Arena de Pernambuco (São Lourenço da Mata)
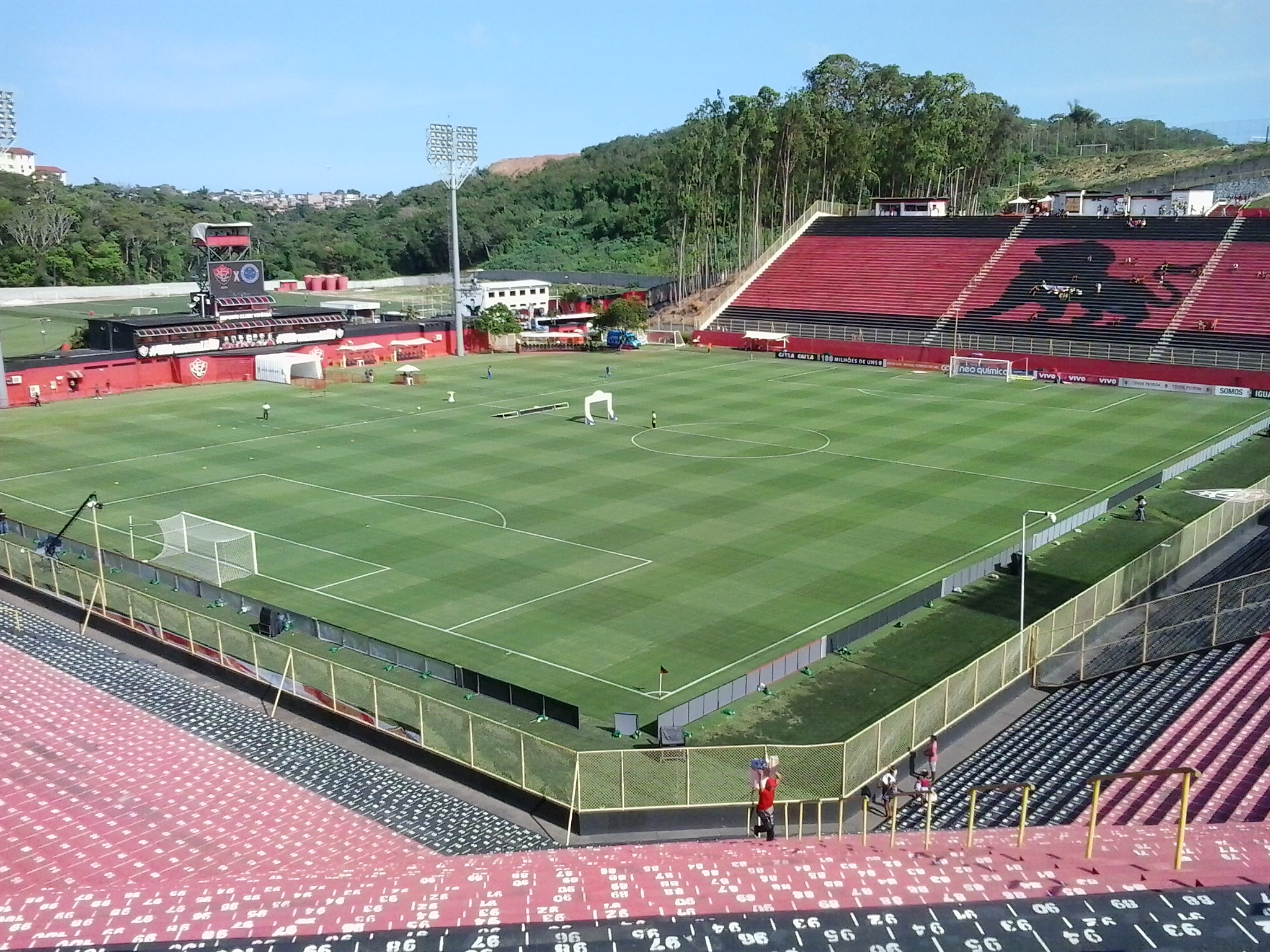
Barradão (Salvador)
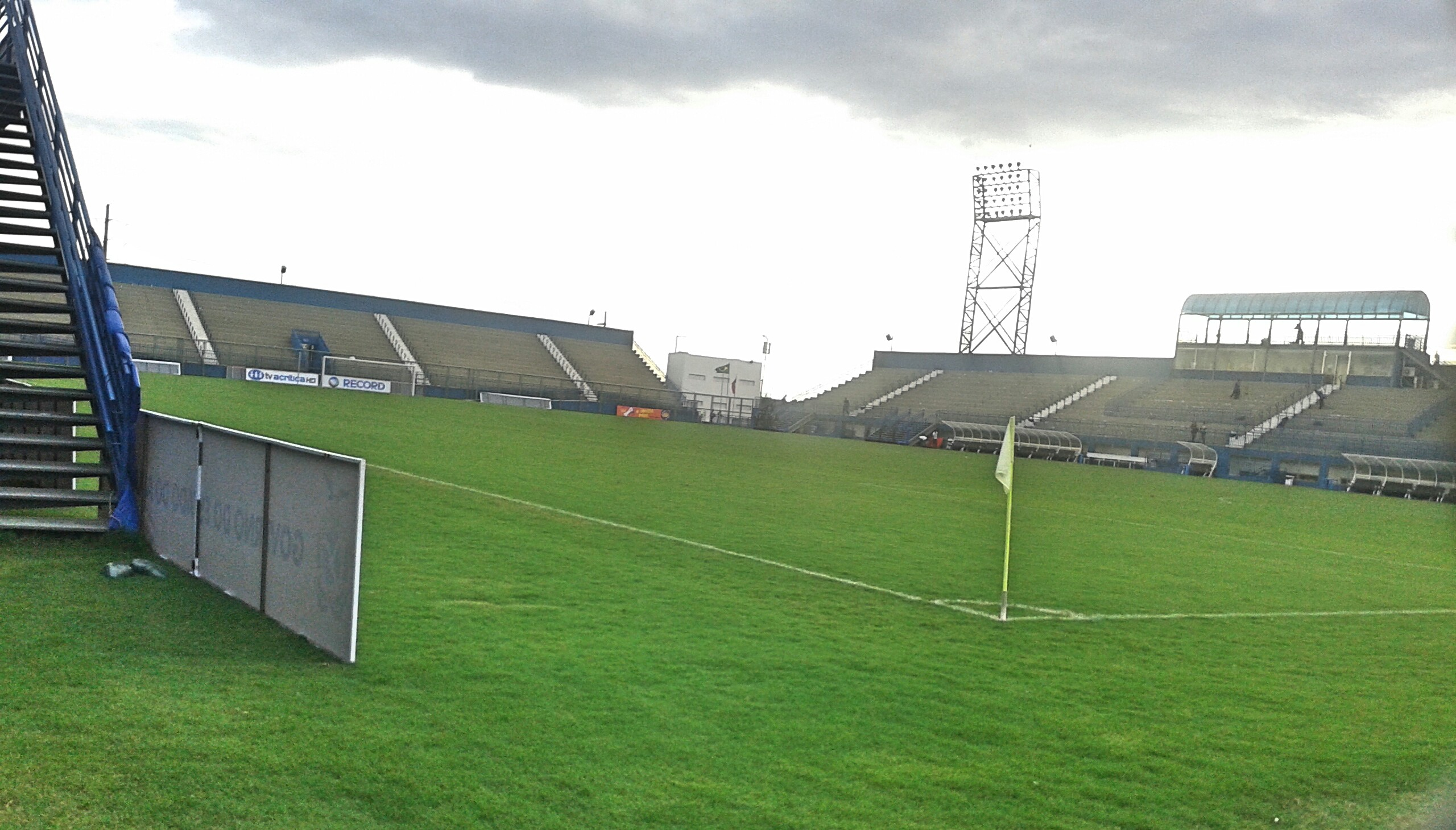
Colina (Manaus)
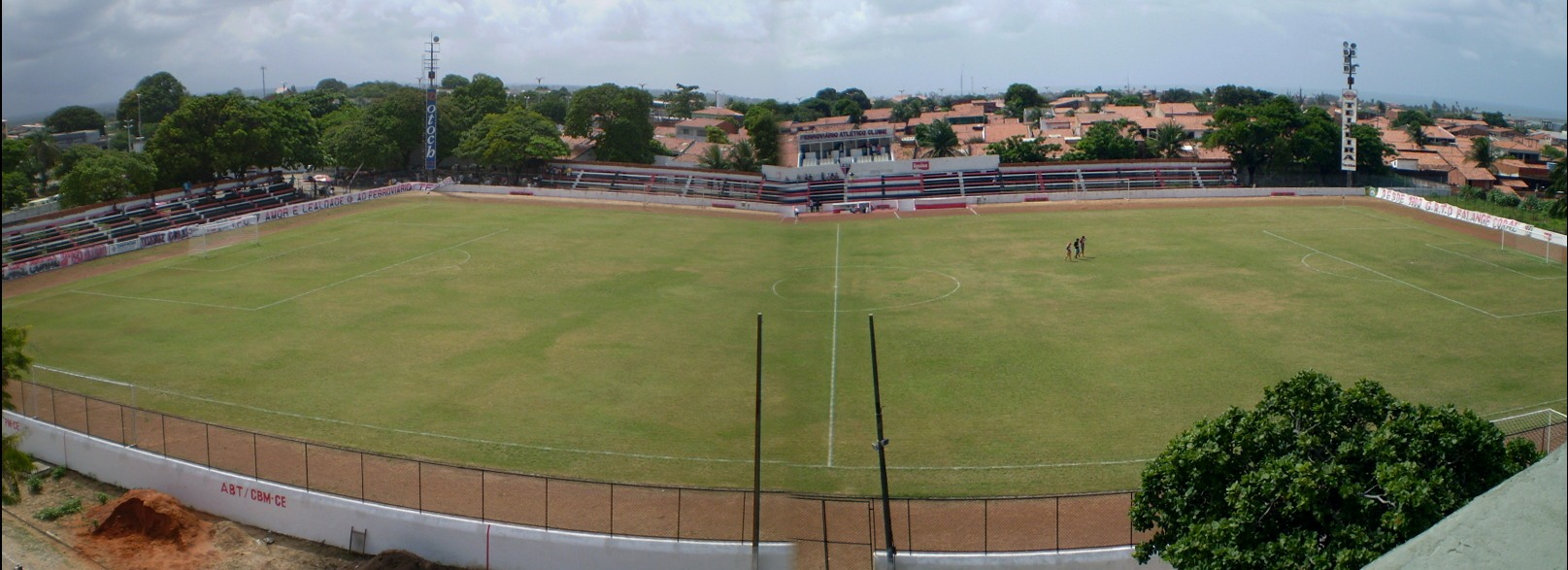
Elzir Cabral (Fortaleza)
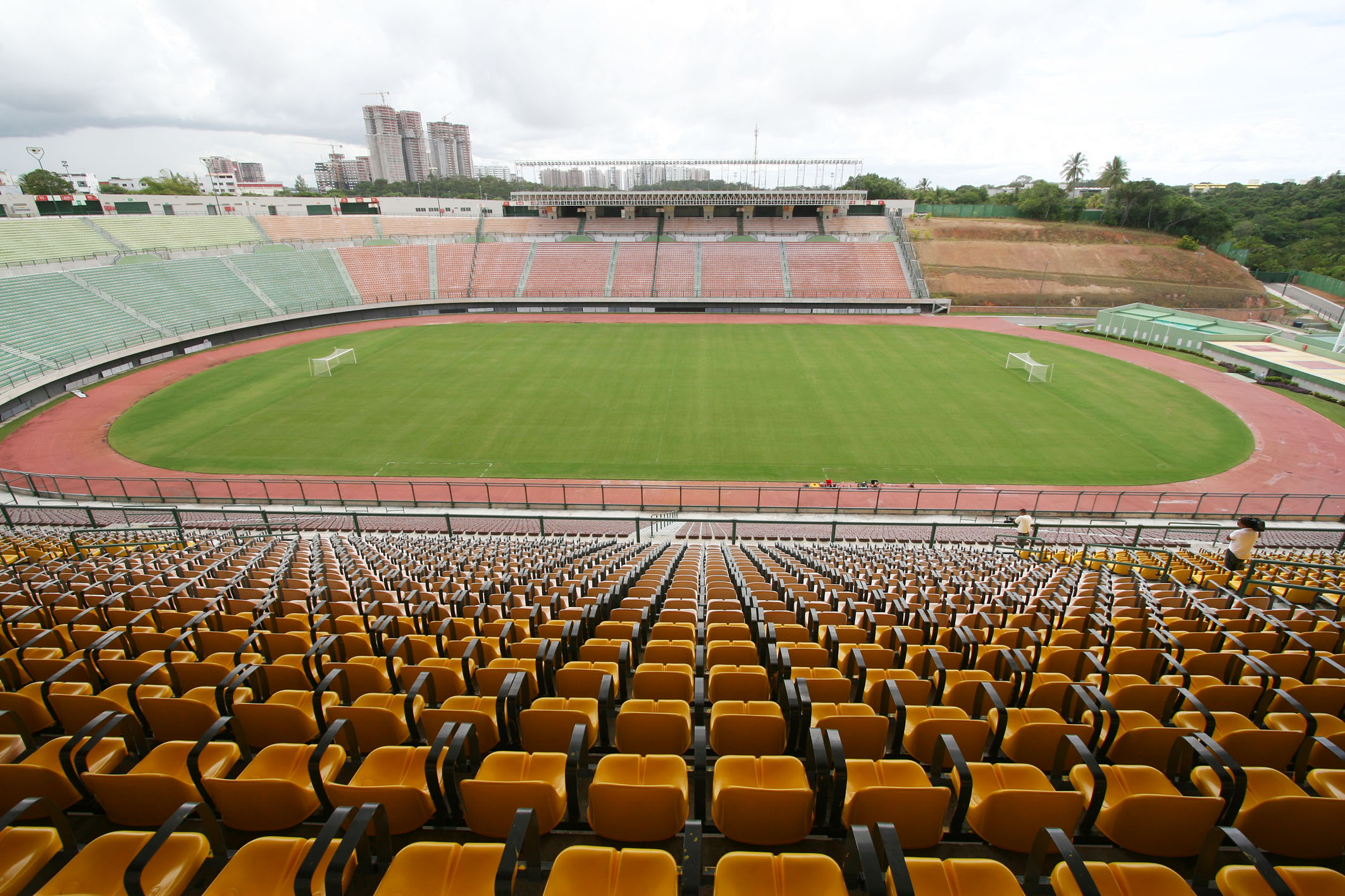
Pituaçu]] (Salvador)
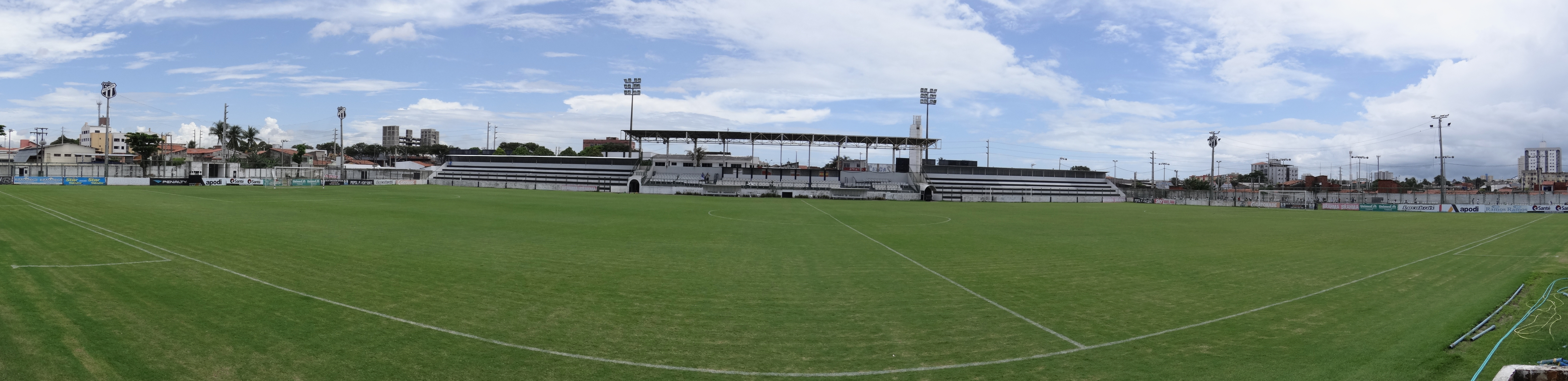
Vovozão (Fortaleza)

Ainda foram utilizados o Cidade Vozão (Itaitinga) e o  Raimundão (Caucaia).

## Primeira fase

### Grupo A
|  | v d e |

| Pos. | Equipes       | P  | J  | V | E | D  | GP | GC | SG | %  | M       | Classificação ou rebaixamento |
| ---- | ------------- | -- | -- | - | - | -- | -- | -- | -- | -- | ------- | ----------------------------- |
| 1    | Paysandu      | 30 | 18 | 8 | 6 | 4  | 23 | 20 | +3 | 56 | Estável | Classificados à próxima fase  |
| 2    | Tombense      | 27 | 18 | 6 | 9 | 3  | 22 | 14 | +8 | 50 | Estável | Classificados à próxima fase  |
| 3    | Botafogo-PB   | 27 | 18 | 6 | 9 | 3  | 17 | 11 | +6 | 50 | 1       | Classificados à próxima fase  |
| 4    | Manaus        | 26 | 18 | 7 | 5 | 6  | 21 | 25 | –4 | 48 | 1       | Classificados à próxima fase  |
| 5    | Volta Redonda | 26 | 18 | 6 | 8 | 4  | 21 | 16 | +5 | 48 | 1       |                               |
| 6    | Ferroviário   | 24 | 18 | 5 | 9 | 4  | 14 | 12 | +2 | 44 | 1       |                               |
| 7    | Altos         | 21 | 18 | 5 | 6 | 7  | 21 | 23 | –2 | 39 | Estável |                               |
| 8    | Floresta      | 21 | 18 | 4 | 9 | 5  | 15 | 17 | –2 | 39 | Estável |                               |
| 9    | Jacuipense    | 18 | 18 | 3 | 9 | 6  | 13 | 21 | –8 | 33 | Estável | Rebaixados à Série D de 2022  |
| 10   | Santa Cruz    | 12 | 18 | 2 | 6 | 10 | 11 | 19 | –8 | 22 | Estável | Rebaixados à Série D de 2022  |

### Confrontos
|               | ALT | BPB | FAC | FLO | JAC | MAN | PAY | STC | TOM | VRE |
| ------------- | --- | --- | --- | --- | --- | --- | --- | --- | --- | --- |
| Altos         | —   | 0–0 | 1–1 | 0–1 | 2–2 | 3–2 | 2–3 | 1–0 | 0–0 | 3–0 |
| Botafogo-PB   | 2–0 | —   | 0–0 | 1–2 | 1–0 | 4–1 | 2–1 | 1–0 | 1–1 | 1–2 |
| Ferroviário   | 1–0 | 0–0 | —   | 0–1 | 0–0 | 1–0 | 5–1 | 1–0 | 0–0 | 1–1 |
| Floresta      | 1–2 | 0–0 | 1–1 | —   | 2–0 | 2–2 | 0–2 | 0–2 | 1–1 | 1–1 |
| Jacuipense    | 3–2 | 0–0 | 1–0 | 1–1 | —   | 0–1 | 0–2 | 1–1 | 1–1 | 1–0 |
| Manaus        | 2–0 | 0–0 | 1–1 | 2–1 | 1–1 | —   | 1–1 | 2–0 | 2–1 | 1–0 |
| Paysandu      | 1–1 | 0–2 | 0–2 | 1–1 | 2–0 | 2–0 | —   | 1–0 | 1–0 | 0–0 |
| Santa Cruz    | 0–1 | 1–1 | 0–0 | 0–0 | 2–2 | 1–2 | 1–2 | —   | 0–1 | 2–1 |
| Tombense      | 2–2 | 2–0 | 3–0 | 0–0 | 3–0 | 2–1 | 1–1 | 2–1 | —   | 1–1 |
| Volta Redonda | 2–1 | 1–1 | 2–0 | 1–0 | 0–0 | 5–0 | 2–2 | 0–0 | 2–1 | —   |

| Vitória do mandante Vitória do visitante Empate |

### Grupo B
|  | v d e |

| Pos. | Equipes             | P  | J  | V  | E | D  | GP | GC | SG  | %  | M       | Classificação ou rebaixamento |
| ---- | ------------------- | -- | -- | -- | - | -- | -- | -- | --- | -- | ------- | ----------------------------- |
| 1    | Novorizontino       | 39 | 18 | 12 | 3 | 3  | 24 | 10 | +14 | 72 | Estável | Classificados à próxima fase  |
| 2    | Ituano              | 33 | 18 | 9  | 6 | 3  | 22 | 16 | +6  | 61 | Estável | Classificados à próxima fase  |
| 3    | Ypiranga de Erechim | 32 | 18 | 9  | 5 | 4  | 26 | 16 | +10 | 59 | Estável | Classificados à próxima fase  |
| 4    | Criciúma            | 30 | 18 | 9  | 3 | 6  | 19 | 16 | +3  | 56 | Estável | Classificados à próxima fase  |
| 5    | Figueirense         | 29 | 18 | 8  | 5 | 5  | 19 | 14 | +5  | 54 | Estável |                               |
| 6    | São José-RS         | 23 | 18 | 6  | 5 | 7  | 22 | 22 | 0   | 43 | Estável |                               |
| 7    | Botafogo-SP         | 22 | 18 | 6  | 4 | 8  | 15 | 22 | –7  | 41 | Estável |                               |
| 8    | Mirassol            | 19 | 18 | 6  | 1 | 11 | 17 | 26 | –9  | 35 | Estável |                               |
| 9    | Paraná              | 16 | 18 | 4  | 4 | 10 | 17 | 21 | –4  | 30 | Estável | Rebaixados à Série D de 2022  |
| 10   | Oeste               | 7  | 18 | 1  | 4 | 13 | 9  | 27 | –18 | 13 | Estável | Rebaixados à Série D de 2022  |

### Confrontos
|               | BRP | CRI | FIG | ITU | MIR | NOV | OES | PAR | SJO | YPI |
| ------------- | --- | --- | --- | --- | --- | --- | --- | --- | --- | --- |
| Botafogo-SP   | —   | 3–1 | 1–2 | 2–1 | 1–3 | 1–4 | 1–0 | 1–0 | 1–0 | 1–2 |
| Criciúma      | 0–0 | —   | 1–0 | 1–0 | 3–0 | 1–0 | 3–1 | 2–0 | 2–1 | 2–1 |
| Figueirense   | 0–0 | 2–1 | —   | 1–2 | 1–1 | 2–1 | 1–0 | 2–0 | 2–0 | 1–1 |
| Ituano        | 0–0 | 3–0 | 1–0 | —   | 2–1 | 1–4 | 2–1 | 2–1 | 2–2 | 2–1 |
| Mirassol      | 1–0 | 2–0 | 0–1 | 1–2 | —   | 0–1 | 2–1 | 0–3 | 2–5 | 1–2 |
| Novorizontino | 1–0 | 1–0 | 1–0 | 0–0 | 1–0 | —   | 0–0 | 1–0 | 1–0 | 1–0 |
| Oeste         | 0–0 | 0–0 | 2–1 | 0–1 | 0–1 | 1–2 | —   | 1–1 | 0–1 | 2–4 |
| Paraná        | 0–1 | 2–1 | 1–1 | 1–1 | 0–1 | 0–2 | 4–0 | —   | 3–1 | 1–1 |
| São José-RS   | 4–2 | 0–0 | 1–2 | 0–0 | 2–1 | 1–1 | 1–0 | 1–0 | —   | 1–1 |
| Ypiranga-RS   | 3–0 | 0–1 | 0–0 | 0–0 | 1–0 | 3–2 | 2–0 | 2–0 | 2–1 | —   |

| Vitória do mandante Vitória do visitante Empate |

### Desempenho por rodada
Clubes que lideraram cada grupo ao final de cada rodada:
|         | 1   | 2   | 3   | 4   | 5   | 6   | 7   | 8   | 9   | 10  | 11  | 12  | 13  | 14  | 15  | 16  | 17  | 18  |
| Grupo A | ALT | FLO | FAC | ALT | MAN | PAY | BPB | FAC | BPB | VRE | BPB | BPB | MAN | TOM | MAN | MAN | PAY | PAY |
| Grupo B | YPI | NOV | NOV | NOV | CRI | CRI | YPI | YPI | YPI | YPI | YPI | YPI | YPI | YPI | YPI | NOV | NOV | NOV |

Clubes que ficaram na última posição de cada grupo ao final de cada rodada:
|         | 1   | 2   | 3   | 4   | 5   | 6   | 7   | 8   | 9   | 10  | 11  | 12  | 13  | 14  | 15  | 16  | 17  | 18  |
| Grupo A | VRE | STC | JAC | JAC | STC | STC | STC | STC | STC | STC | STC | STC | STC | STC | STC | STC | STC | STC |
| Grupo B | PAR | ITU | ITU | PAR | SJO | OES | OES | OES | OES | OES | OES | OES | OES | OES | OES | OES | OES | OES |

## Segunda fase

### Grupo C
| Pos | Equipes     | Pts | J | V | E | D | GP | GC | SG | Classificação ou rebaixamento           |
| --- | ----------- | --- | - | - | - | - | -- | -- | -- | --------------------------------------- |
| 1   | Ituano      | 13  | 6 | 4 | 1 | 1 | 11 | 5  | +6 | Promovido à Série B de 2022 e finalista |
| 2   | Criciúma    | 9   | 6 | 2 | 3 | 1 | 3  | 1  | +2 | Promovido à Série B de 2022             |
| 3   | Botafogo-PB | 8   | 6 | 2 | 2 | 2 | 3  | 4  | –1 |                                         |
| 4   | Paysandu    | 2   | 6 | 0 | 2 | 4 | 2  | 9  | –7 |                                         |

#### Confrontos
|             | BPB | CRI | ITU | PAY |
| ----------- | --- | --- | --- | --- |
| Botafogo-PB | —   | 1–0 | 0–1 | 1–0 |
| Criciúma    | 0–0 | —   | 0–0 | 0–0 |
| Ituano      | 3–1 | 0–2 | —   | 3–1 |
| Paysandu    | 0–0 | 0–1 | 1–4 | —   |

| Vitória do mandante Vitória do visitante Empate |

### Grupo D
| Pos | Equipes             | Pts | J | V | E | D | GP | GC | SG | Classificação ou rebaixamento           |
| --- | ------------------- | --- | - | - | - | - | -- | -- | -- | --------------------------------------- |
| 1   | Tombense            | 11  | 6 | 3 | 2 | 1 | 8  | 6  | +2 | Promovido à Série B de 2022 e finalista |
| 2   | Novorizontino       | 9   | 6 | 3 | 0 | 3 | 7  | 10 | –3 | Promovido à Série B de 2022             |
| 3   | Manaus              | 6   | 6 | 1 | 3 | 2 | 10 | 8  | +2 |                                         |
| 4   | Ypiranga de Erechim | 6   | 6 | 1 | 3 | 2 | 6  | 7  | –1 |                                         |

#### Confrontos
|               | MAN | NOV | TOM | YPI |
| ------------- | --- | --- | --- | --- |
| Manaus        | —   | 5–0 | 1–2 | 1–1 |
| Novorizontino | 2–0 | —   | 0–1 | 1–0 |
| Tombense      | 2–2 | 1–2 | —   | 1–1 |
| Ypiranga-RS   | 1–1 | 3–2 | 0–1 | —   |

| Vitória do mandante Vitória do visitante Empate |

### Desempenho por rodada
|         | 1   | 2   | 3   | 4   | 5   | 6   |
| Grupo C | ITU | CRI | ITU | ITU | ITU | ITU |
| Grupo D | MAN | MAN | NOV | TOM | TOM | TOM |

|         | 1   | 2   | 3   | 4   | 5   | 6   |
| Grupo C | BPB | BPB | PAY | PAY | PAY | PAY |
| Grupo D | NOV | YPI | YPI | YPI | YPI | YPI |

## Final
| Equipe 1 | Total | Equipe 2 | 1.º jogo | 2.º jogo |
| -------- | ----- | -------- | -------- | -------- |
| Tombense | 1–4   | Ituano   | 1–1      | 0–3      |

Ida
| 13 de novembro | Tombense    | 1 – 1  | Ituano            | Estádio Almeidão, Tombos                               |
| 17:15 (UTC−3)  | Everton 51' | Súmula | 83' Igor Henrique | Público: 1 350 Árbitro: PI Antônio Dib Moraes de Sousa |

| Tombense | Ituano |

Volta
| 20 de novembro | Ituano                                                 | 3 – 0  | Tombense | Estádio Novelli Junior, Itu                 |
| 17:00 (UTC−3)  | João Victor 21' · Igor Henrique 56' · Iago Teles 90+5' | Súmula |          | Público: 6 173 Árbitro: RS Anderson Daronco |

| Ituano | Tombense |

## Artilharia
| Gols | Jogador          | Equipe              |
| ---- | ---------------- | ------------------- |
| 10   | Quirino          | Ypiranga de Erechim |
| 8    | Everton          | Tombense            |
| 8    | Manoel           | Altos               |
| 7    | Rubens           | Tombense            |
| 6    | Betinho          | Altos               |
| 6    | Cláudio Maradona | São José-RS         |
| 6    | João Victor      | Ituano              |
| 6    | Pipico           | Santa Cruz          |
| 6    | Tiago Marques    | Ituano              |

## Público
Com o avanço da vacinação e a redução de casos relacionados à pandemia de COVID-19 no Brasil, a CBF divulgou no dia 16 de agosto de 2021 um protocolo para retorno do público aos estádios, seguindo uma série de medidas e usando a chamada "taxa de normalidade" para definir quando e como esse retorno aconteceria. Em 28 de setembro, o Conselho Técnico da entidade oficializou o retorno de público em jogos da competição a partir da segunda fase, em cidades com decretos que permitem a presença de torcedores nos estádios e seguindo as restrições de capacidade e admissão adotadas por cada município.
Maiores públicos
Estes são os dez maiores públicos do campeonato:
| Nº | Público | Mandante    | Placar | Visitante           | Estádio           | Data           | Rodada  | Ref.   |
| -- | ------- | ----------- | ------ | ------------------- | ----------------- | -------------- | ------- | ------ |
| 1  | 12 897  | Manaus      | 1–1    | Ypiranga de Erechim | Arena da Amazônia | 17 de outubro  | 3ª (2F) | [ 29 ] |
| 2  | 8 780   | Manaus      | 1–2    | Tombense            | Arena da Amazônia | 30 de outubro  | 5ª (2F) | [ 30 ] |
| 3  | 6 499   | Criciúma    | 0–0    | Ituano              | Heriberto Hülse   | 31 de outubro  | 5ª (2F) | [ 31 ] |
| 4  | 6 173   | Ituano      | 3–0    | Tombense            | Novelli Junior    | 20 de novembro | Final   | [ 25 ] |
| 5  | 3 732   | Criciúma    | 0–0    | Botafogo-PB         | Heriberto Hülse   | 16 de outubro  | 3ª (2F) | [ 32 ] |
| 6  | 3 460   | Botafogo-PB | 1–0    | Paysandu            | Almeidão (PB)     | 31 de outubro  | 5ª (2F) | [ 33 ] |
| 7  | 3 311   | Paysandu    | 1–4    | Ituano              | Curuzu            | 23 de outubro  | 4ª (2F) | [ 34 ] |
| 8  | 2 633   | Tombense    | 1–1    | Ypiranga de Erechim | Almeidão (MG)     | 9 de novembro  | 6ª (2F) | [ 35 ] |
| 9  | 2 623   | Ituano      | 3–1    | Botafogo-PB         | Novelli Junior    | 6 de novembro  | 6ª (2F) | [ 36 ] |
| 10 | 2 608   | Paysandu    | 0–0    | Botafogo-PB         | Curuzu            | 11 de outubro  | 2ª (2F) | [ 37 ] |

Menores públicos
Estes são os dez menores públicos do campeonato:
| Nº | Público | Mandante            | Placar | Visitante           | Estádio               | Data           | Rodada  | Ref.   |
| -- | ------- | ------------------- | ------ | ------------------- | --------------------- | -------------- | ------- | ------ |
| 1  | 64      | Ypiranga de Erechim | 3–2    | Novorizontino       | Colosso da Lagoa      | 30 de outubro  | 5ª (2F) | [ 38 ] |
| 2  | 256     | Ypiranga de Erechim | 1–1    | Manaus              | Colosso da Lagoa      | 24 de outubro  | 4ª (2F) | [ 39 ] |
| 3  | 339     | Ypiranga de Erechim | 0–1    | Tombense            | Colosso da Lagoa      | 2 de outubro   | 1ª (2F) | [ 40 ] |
| 4  | 458     | Tombense            | 2–2    | Manaus              | Almeidão (MG)         | 9 de outubro   | 2ª (2F) | [ 41 ] |
| 5  | 1 052   | Novorizontino       | 1–0    | Ypiranga de Erechim | Jorge Ismael de Biasi | 9 de outubro   | 2ª (2F) | [ 42 ] |
| 6  | 1 177   | Ituano              | 0–2    | Criciúma            | Novelli Júnior        | 10 de outubro  | 2ª (2F) | [ 43 ] |
| 7  | 1 192   | Tombense            | 1–2    | Novorizontino       | Almeidão (MG)         | 18 de outubro  | 3ª (2F) | [ 44 ] |
| 8  | 1 319   | Ituano              | 3–1    | Paysandu            | Novelli Júnior        | 16 de outubro  | 3ª (2F) | [ 45 ] |
| 9  | 1 350   | Tombense            | 1–1    | Ituano              | Almeidão (MG)         | 13 de novembro | Final   | [ 24 ] |
| 10 | 1 451   | Botafogo-PB         | 1–0    | Criciúma            | Almeidão (PB)         | 23 de outubro  | 4ª (2F) | [ 46 ] |

## Premiação
| Campeonato Brasileiro 2021 Série C       |
| São Paulo                                |
| ---------------------------------------- |
| Ituano Futebol Clube Campeão (2º título) |

## Mudanças de técnicos
| Clube       | Antecessor         | Motivo                    | Data           | Última partida                | Rod     | Pos         | Sucessor                     | Ref.          |
| ----------- | ------------------ | ------------------------- | -------------- | ----------------------------- | ------- | ----------- | ---------------------------- | ------------- |
| Ituano      | Vinícius Bergantin | Resignado                 | 6 de junho     | Ituano 1–4 Novorizontino      | 2ª      | 10º (Gr. B) | Mazola Júnior                | [ 47 ] [ 48 ] |
| Santa Cruz  | Bolívar            | Demitido                  | 16 de junho    | Ferroviário 1–0 Santa Cruz    | 3ª      | 9º (Gr. A)  | Roberto Fernandes            | [ 49 ] [ 50 ] |
| Oeste       | Roberto Cavalo     | Demitido                  | 10 de julho    | Oeste 2–4 Ypiranga de Erechim | 6ª      | 10º (Gr. B) | João Brigatti                | [ 51 ] [ 52 ] |
| São José-RS | Hélio Vieira       | Demitido                  | 12 de julho    | Figueirense 2–0 São José-RS   | 7ª      | 9º (Gr. B)  | Pingo                        | [ 53 ] [ 54 ] |
| Paraná      | Maurílio Silva     | Demitido                  | 20 de julho    | Paraná 0–2 Novorizontino      | 8ª      | 9º (Gr. B)  | Sílvio Criciúma              | [ 55 ] [ 56 ] |
| Paysandu    | Vinícius Eutrópio  | Demitido                  | 26 de julho    | Manaus 1–1 Paysandu           | 9ª      | 5º (Gr. A)  | Roberto Fonseca              | [ 57 ] [ 58 ] |
| Manaus      | Marcelo Martelotte | Demitido                  | 26 de julho    | Manaus 1–1 Paysandu           | 9ª      | 7º (Gr. A)  | Evaristo Piza                | [ 59 ] [ 60 ] |
| Jacuipense  | Jonilson Veloso    | Remanejado                | 1 de agosto    | Jacuipense 1–1 Floresta       | 10ª     | 9º (Gr. A)  | Luizinho Lopes               | [ 61 ] [ 62 ] |
| Altos       | Marcelo Vilar      | Demitido                  | 2 de agosto    | Volta Redonda 2–1 Altos       | 10ª     | 7º (Gr. A)  | Paulinho Kobayashi           | [ 63 ] [ 64 ] |
| Jacuipense  | Luizinho Lopes     | Contratado pelo Confiança | 23 de agosto   | Paysandu 2–0 Jacuipense       | 12ª     | 9º (Gr. A)  | Jonilson Veloso              | [ 65 ] [ 66 ] |
| Oeste       | João Brigatti      | Resignado                 | 24 de agosto   | Criciúma 3–1 Oeste            | 13ª     | 10º (Gr. B) | Sérgio Alexsandro (interino) | [ 67 ]        |
| Paraná      | Sílvio Criciúma    | Demitido                  | 31 de agosto   | São José-RS 1–0 Paraná        | 14ª     | 9º (Gr. B)  | Jorge Ferreira               | [ 68 ]        |
| Ferroviário | Francisco Diá      | Resignado                 | 5 de setembro  | Volta Redonda 2–0 Ferroviário | 15ª     | 6º (Gr. A)  | Anderson Batatais            | [ 69 ] [ 70 ] |
| Botafogo-SP | Argel Fuchs        | Demitido                  | 18 de setembro | Botafogo-SP 1–2 Figueirense   | 17ª     | 7º (Gr. B)  | Samuel Dias                  | [ 71 ]        |
| Criciúma    | Paulo Baier        | Demitido                  | 4 de outubro   | Criciúma 0–0 Paysandu         | 1ª (2F) | 2º (Gr. C)  | Cláudio Tencati              | [ 72 ] [ 73 ] |
| Paysandu    | Roberto Fonseca    | Demitido                  | 18 de outubro  | Ituano 3–1 Paysandu           | 3ª (2F) | 4º (Gr. C)  | Wilton Bezerra               | [ 74 ]        |

## Classificação geral
A classificação geral dá prioridade ao clube que avançou mais fases, e ao campeão, mesmo que tenha menor pontuação.
| Pos | Equipes             | Pts | J  | V  | E  | D  | GP | GC | SG  | Classificação ou rebaixamento                             |
| --- | ------------------- | --- | -- | -- | -- | -- | -- | -- | --- | --------------------------------------------------------- |
| 1   | Ituano              | 50  | 26 | 14 | 8  | 4  | 38 | 23 | +15 | Promovidos à Série B de 2022 e finalistas                 |
| 2   | Tombense            | 39  | 26 | 9  | 12 | 5  | 31 | 24 | +7  | Promovidos à Série B de 2022 e finalistas                 |
| 3   | Novorizontino       | 48  | 24 | 15 | 3  | 6  | 31 | 20 | +11 | Promovidos à Série B de 2022 e eliminados na segunda fase |
| 4   | Criciúma            | 39  | 24 | 11 | 6  | 7  | 22 | 17 | +5  | Promovidos à Série B de 2022 e eliminados na segunda fase |
| 5   | Ypiranga de Erechim | 38  | 24 | 10 | 8  | 6  | 32 | 23 | +9  | Eliminados na segunda fase                                |
| 6   | Botafogo-PB         | 35  | 24 | 8  | 11 | 5  | 20 | 15 | +5  | Eliminados na segunda fase                                |
| 7   | Manaus              | 32  | 24 | 8  | 8  | 8  | 31 | 33 | –2  | Eliminados na segunda fase                                |
| 8   | Paysandu            | 32  | 24 | 8  | 8  | 8  | 25 | 29 | –4  | Eliminados na segunda fase                                |
| 9   | Figueirense         | 29  | 18 | 8  | 5  | 5  | 19 | 14 | +5  | Eliminados na primeira fase                               |
| 10  | Volta Redonda       | 26  | 18 | 6  | 8  | 4  | 21 | 16 | +5  | Eliminados na primeira fase                               |
| 11  | Ferroviário         | 24  | 18 | 5  | 9  | 4  | 14 | 12 | +2  | Eliminados na primeira fase                               |
| 12  | São José-RS         | 23  | 18 | 6  | 5  | 7  | 22 | 22 | 0   | Eliminados na primeira fase                               |
| 13  | Botafogo-SP         | 22  | 18 | 6  | 4  | 8  | 15 | 22 | –7  | Eliminados na primeira fase                               |
| 14  | Altos               | 21  | 18 | 5  | 6  | 7  | 21 | 23 | –2  | Eliminados na primeira fase                               |
| 15  | Floresta            | 21  | 18 | 4  | 9  | 5  | 15 | 17 | –2  | Eliminados na primeira fase                               |
| 16  | Mirassol            | 19  | 18 | 6  | 1  | 11 | 17 | 26 | –9  | Eliminados na primeira fase                               |
| 17  | Jacuipense          | 18  | 18 | 3  | 9  | 6  | 13 | 21 | –8  | Rebaixados à Série D de 2022                              |
| 18  | Paraná              | 16  | 18 | 4  | 4  | 10 | 17 | 21 | –4  | Rebaixados à Série D de 2022                              |
| 19  | Santa Cruz          | 12  | 18 | 2  | 6  | 10 | 11 | 19 | –8  | Rebaixados à Série D de 2022                              |
| 20  | Oeste               | 7   | 18 | 1  | 4  | 13 | 9  | 27 | –18 | Rebaixados à Série D de 2022                              |